# Jan Siwula
Jan Siwula (ur. 25 stycznia 1862 w Paszczynie, zm. 2 kwietnia 1931 w Lubzinie) – działacz ludowy, polityk.

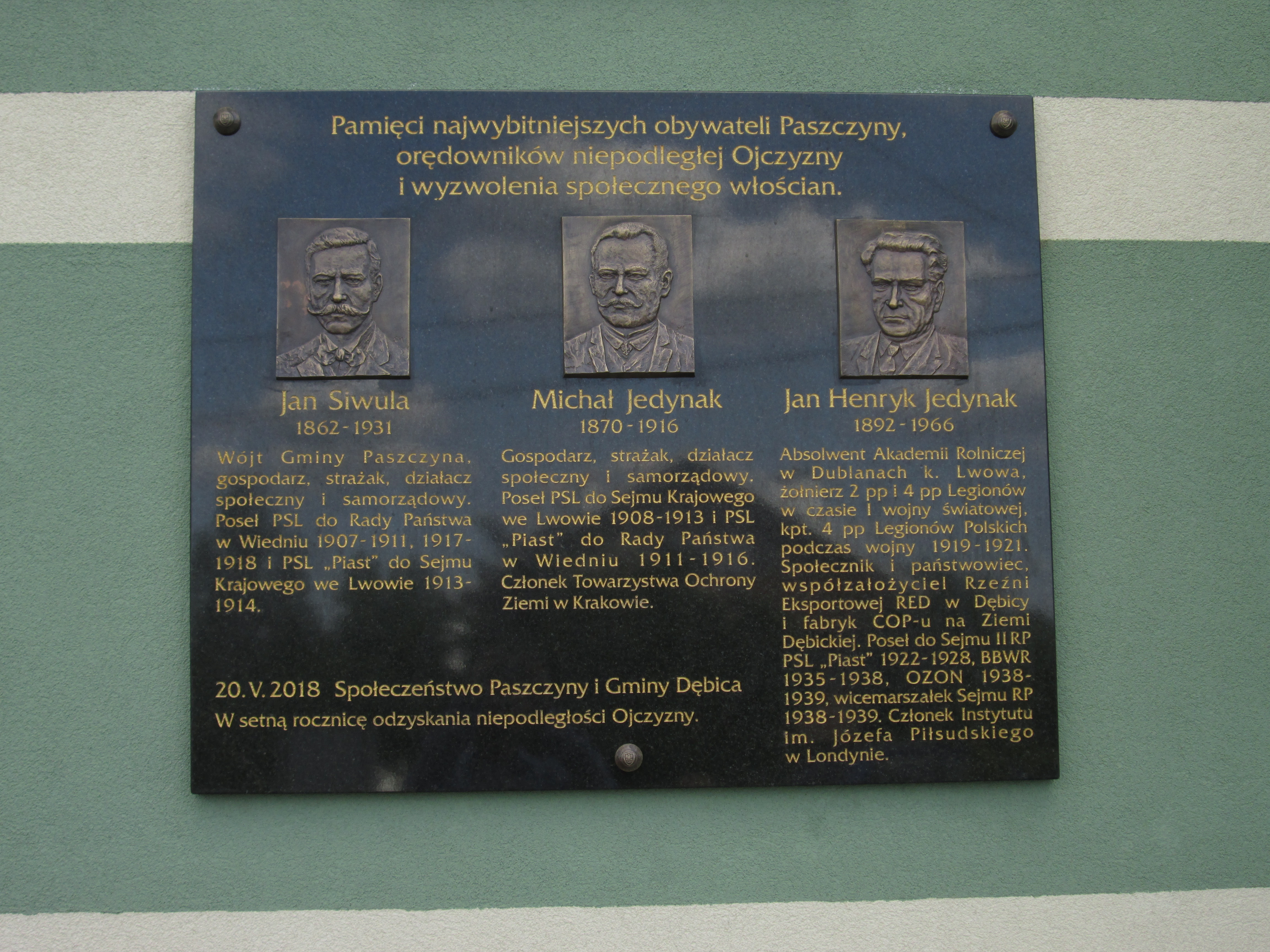
Tablica w Paszczynie upamiętniająca miejscowych posłów – Jan Siwula po lewej stronie

## Życiorys
Pochodził z rodziny chłopskiej, jego rodzicami byli Marcin Siwula i Marianna Popiel. Pracował we własnym gospodarstwie rolnym. Ukończył szkołę powszechną w rodzinnej Paszczynie. Był wójtem gminy Paszczyna, działaczem ruchu ludowego na Ziemi Ropczyckiej.
W latach 1913–1914 poseł do Sejmu Krajowego we Lwowie. Poseł do austriackiej Rady Państwa w Wiedniu w Wiedniu XI kadencji (1907–1911), XII kadencji (1911–1918). W latach 1922–1927 senator RP.
W czasie I wojny światowej walczył w Legionach Polskich, brał udział w wojnie polsko-bolszewickiej.
Jego grób znajduje się na cmentarzu parafialnym w Lubzinie.

## Odznaczenia
- Medal za Długoletnią Służbę
- Medal Pamiątkowy za Wojnę 1918–1921
- Medal Dziesięciolecia Odzyskanej Niepodległości